# 希望 (岸洋子の曲)
「希望」（きぼう）は、1969年5月1にリリースされたフォー・セインツのシングルで、その後に1970年4月1日にリリースされた岸洋子のシングルでもある。

## 解説
作詞：藤田敏雄、作曲：いずみたく、編曲：川口真による。
オリコンチャートでは週間最高2位、1970年度のオリコン年間シングルチャートにも12位にランクインするなど、通算約50万枚を売り上げる大ヒットとなり、「夜明けのうた」「恋心」などと並び岸洋子の代表曲の一つに数えられる。なお、『ミュージック・ラボ』では創刊号（1970年8月24日付）の週間シングルチャート（Labo TOP100）1位を獲得している。
岸洋子は本楽曲で1970年の第12回日本レコード大賞・歌唱賞を受賞した（岸の日本レコード大賞・歌唱賞の受賞は1964年に「夜明けのうた」で受賞して以来、自身2度目）。但し、岸は当時膠原病の闘病入院中によりレコード大賞授賞式に不参加（電話応対での声のみ）のため、この年は最優秀歌唱賞の選考はされなかった。同年の「第21回NHK紅白歌合戦」も出場辞退している。なお「今日でお別れ」で、実際同年のレコード大賞を受賞した菅原洋一は「もし岸さんが出席していれば、『希望』がレコード大賞に選ばれたはず」と後に語っている。
元々は倍賞千恵子のミュージカルのために作られた曲である。しかし、元々はしみじみと歌い出し後半にかけて盛り上がっていく曲調だったため曲の長さが6分半近くあり、そのため倍賞のバージョンのレコード化は実現しなかった。その後、1969年にまず、フォー・セインツが最初からテンポを上げて4分強の長さまで短縮したものがレコード化され、オリコンチャートでは最高26位に入ることとなる。
1970年にフジテレビ系列で放送されたバラエティ番組『祭りだ!ワッショイ!』のワンコーナー「おたのしみアニメ劇場（歌謡アニメ劇場）」において、岸洋子の歌う「希望」が使用された。キャラクターデザインは石森章太郎（後の石ノ森章太郎）。
1971年春の第43回選抜高等学校野球大会では、入場行進曲としても採用された。また、岸は同年末の「第22回NHK紅白歌合戦」に2年ぶり7回目の出場を果たすが、同回が岸の生涯最後の紅白出演となった。
1976年10月29日に、岸の故郷である山形県酒田市で酒田大火が起こった際には、本楽曲が復興を誓う歌として歌われた（岸自身も義捐金として800万円を寄付している）。
岸が音楽番組で本楽曲を歌唱披露する際は、3番の歌詞を途中から転調したパターンが多い。
1970年放送のフジテレビ系列バラエティ番組『祭りだ!ワッショイ!』のワンコーナー「歌謡アニメ劇場」（制作：スタジオ・ゼロ）で、この曲が取り上げられた。キャラクターデザインは石森章太郎。このコーナーの作品はギャグ一杯の作品が多かったのに対し、本楽曲は珍しく真面目な作品だった。この映像は、2006年2月22日に角川書店から発売されたDVD-BOX「石ノ森章太郎萬画大全集」の「特典DVD」に収録されている。

2019年には岸洋子と同じ山形県出身の歌手である林部智史がシングル盤として発売した。

## 収録曲
両曲とも、岸洋子・オールスターズ・レオン名義

### Side:A
1. 希望（4分10秒）
  - 作詞：藤田敏雄、作曲：いずみたく、編曲：川口真

### Side:B
1. 別れと愛の谷間（3分9秒）
  - 作詞：岩谷時子、作曲：いずみたく、編曲：渋谷毅

## フォー・セインツ版

### Side:A
1. 希望 / SONG FOREVER（3分33秒）
  - 作詞：藤田敏雄、作曲：いずみたく、編曲：渋谷毅

### Side:B
1. お前だけは、ギター / SONG FOREVER MY GUITAR
  - 作詞：藤田敏雄、作曲：いずみたく、編曲：渋谷毅

## カバー
- ザ・シャデラックス - 1970年、シングルA面収録。※競作
- マモル・マヌー - 1970年、アルバム「雨の街」収録。
- グラシェラ・スサーナ - 1973年、アルバム「アドロ・サバの女王」に収録。
- 美空ひばり - 1976年、アルバム「歌謡曲50年（第14集）」に収録。
- 小南泰葉 - 2012年、マキシシングル「Trash」に収録。アニメ映画『アシュラ』の主題歌。
- 石原裕次郎 - 『愛唱歌・ベスト40』収録
- 林部智史 - 2019年、5枚目のシングル盤として発売[3]。